# ディック・レフトリッジ
ディック・レフトリッジ（Dick Leftlidge、1944年4月14日 - 2004年2月27日 ）はウェストバージニア州ヒントン出身のアメリカンフットボール選手。ポジションはフルバック。アメリカ合衆国南部のメジャーカレッジにおいて初めて奨学金を受け取ってアメリカンフットボールをプレーしたアフリカ系アメリカ人選手である。

## 経歴
息子によると元々はウッディ・ヘイズのオハイオ州立大学でプレーすることを望んでいた。ウェストバージニア大学でプレーした最初のアフリカ系アメリカ人アメリカンフットボール選手である。1962年をフレッシュマンとして過ごした彼は2年目の1963年にはチームのリーディングラッシャーとなり、1964年には125回のランで534ヤードを獲得、チームのリバティボウル進出に貢献した。最終学年の1965年には774ヤードを走り9タッチダウンをあげた。ギャレット・フォード・シニアとのタンデムはシラキュース大学のラリー・ゾンカ、フロイド・リトルと比較された。
1966年のNFLドラフト1巡全体3位でピッツバーグ・スティーラーズに指名されて入団した。彼の契約金は他の大部分のドラフト1巡指名選手と比べて安価であった。NFLでは、わずか4試合の出場で8回のランで17ヤード獲得にとどまった。スティーラーズは彼を解雇する際、体重が300ポンド近くになったことをあげている。これに対して彼の息子は父親のその時の体重は242ポンドであると話し、白人女性と付き合ったことに対する懲罰ではないかと主張している。
ピッツバーグ・スティーラーズのドラフト史上最悪の指名の1つと考えられている。
2020年にウェストバージニア大学のスポーツ殿堂入りを果たした。